# Liriomyza impolita
Liriomyza impolita är en tvåvingeart som beskrevs av Spencer 1977. Liriomyza impolita ingår i släktet Liriomyza och familjen minerarflugor. Inga underarter finns listade i Catalogue of Life.